# Condado de Baringo
El condado de Baringo es un condado de Kenia. Se sitúa en el valle del Rift, al oeste del país, y su capital es Kabarnet. Recibe su nombre del lago Baringo, que se encuentra en el interior de este condado. La población total del condado es de 555 561 habitantes según el censo de 2009. Los centros urbanos importantes en el condado son Kabarnet, Eldama Ravine, Marigat, Mogotio, Kabartonjo y Chemolingot.

## Localización
Cubre una área de 8655 kilómetros cuadrados. El condado tiene los siguientes límites:
| Noroeste: Condado de West Pokot                       | Norte: Condado de Turkana | Noreste: Condado de Samburu |
| Oeste: Condado de Elgeyo-Marakwet                     |                           | Este: Condado de Laikipia   |
| Suroeste: Condado de Uasin Gishu y Condado de Kericho | Sur: Condado de Nakuru    | Sureste: Condado de Nakuru  |

## Demografía
La villa de Eldama Ravine es la localidad más importante de Baringo, con 45 799 habitantes en el censo de 2009.
El condado está ocupado principalmente por los tugen, pokot y njemps. Una destacable población de nubios vive en Eldama-Ravine. El cristianismo es la religión más practicada en el condado. Baringo tiene muchas tribus incluyendo tugens, njemps, pokots, turkanas, kikuyus, nubios y kisiis.

## Gobierno del condado
El comité ejecutivo del condado lo forman las siguientes personas:
| Miembro            | Cartera                                            |
| ------------------ | -------------------------------------------------- |
| Wesley Keitany     | Industrialización, Turismo y Desarrollo de Empresa |
| Lilian Sadalla     | Tierra, Vivienda y Planificación Urbana            |
| Edwin Riamangura   | Juventud, Género, Trabajo y Servicios Sociales     |
| Job Kibei Tomno    | Agua y Riego                                       |
| Caroline Lentupuru | Entorno y Recursos Naturales                       |
| Andrew Kwonyike    | Transporte e Infraestructura                       |
| Emily Kibet        | Educación                                          |
| Lukah Rotich       | Agricultura, Ganado y Pesca                        |

## Economía
La economía del condado es principalmente agraria. Los principales cultivos para alimentación propia de la zona son maíz, guisantes, alubias, patatas, sorgo, yuca y mijo mientras los cultivos de exportación son café, algodón, macadamia y piretro. En la ganadería se incluyen productos como miel, ternera, cordero así como cueros y pieles. Aun así, estos productos tienen poca adición de valor.

## Transportes

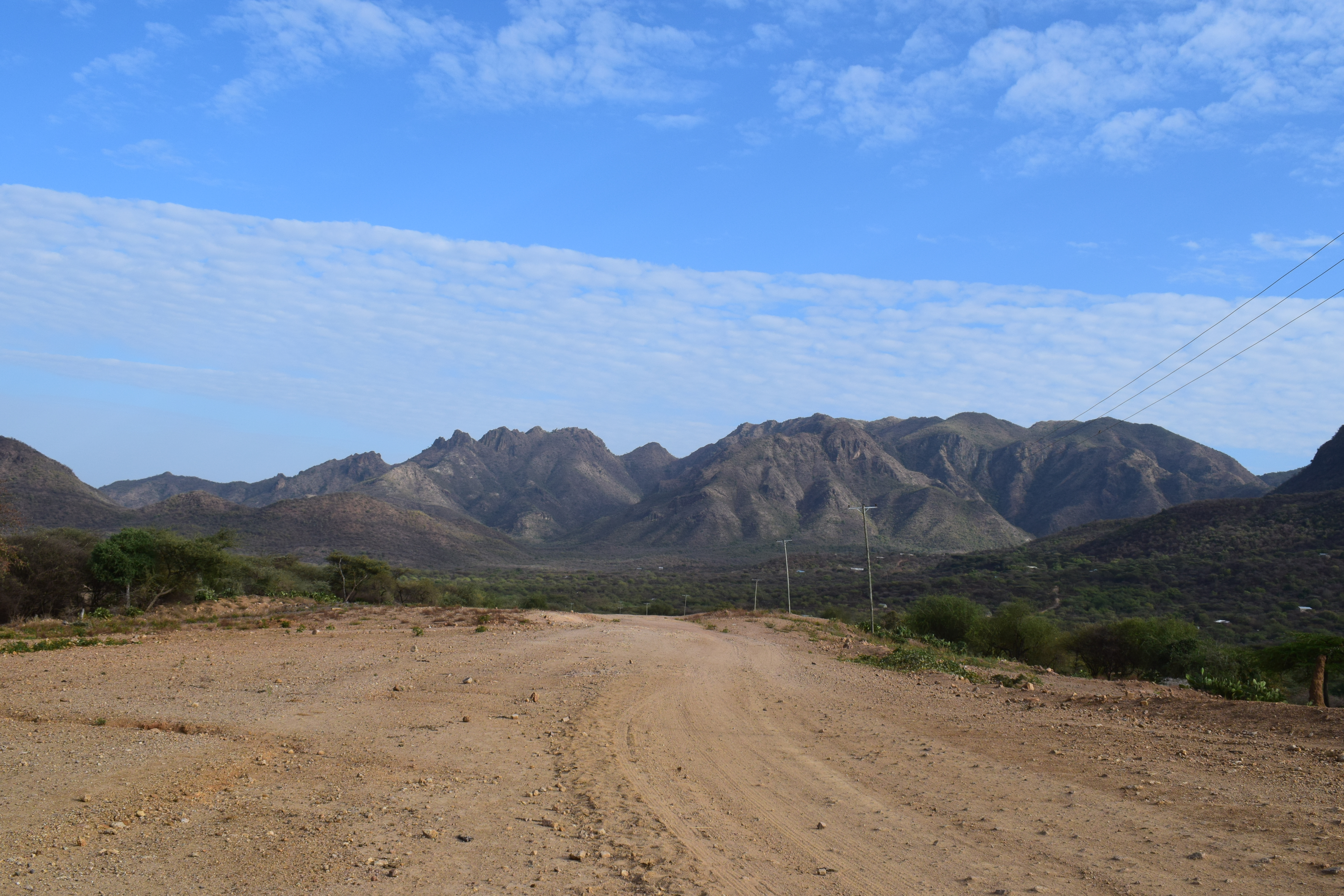
Carretera en el condado

La principal carretera del condado es la B4, que une Nakuru con el condado de West Pokot pasando por varias localidades de Baringo como Marigat y Chemolingot. Al oeste de Marigat sale de la B4 la carretera C51, que lleva a Eldoret pasando por Kabarnet. Por el suroeste del condado pasa la B53, que conecta Eldama Ravine con la A104.

## Servicios públicos

### Educación
En Kabarnet hay campus universitarios de la Universidad del Monte Kenia, la Universidad de Egerton y la Universidad de Kisii.

### Sanidad
El hospital de referencia del condado es el de Kabarnet.

## Turismo y fauna y flora
Sitios de atracción importante son:

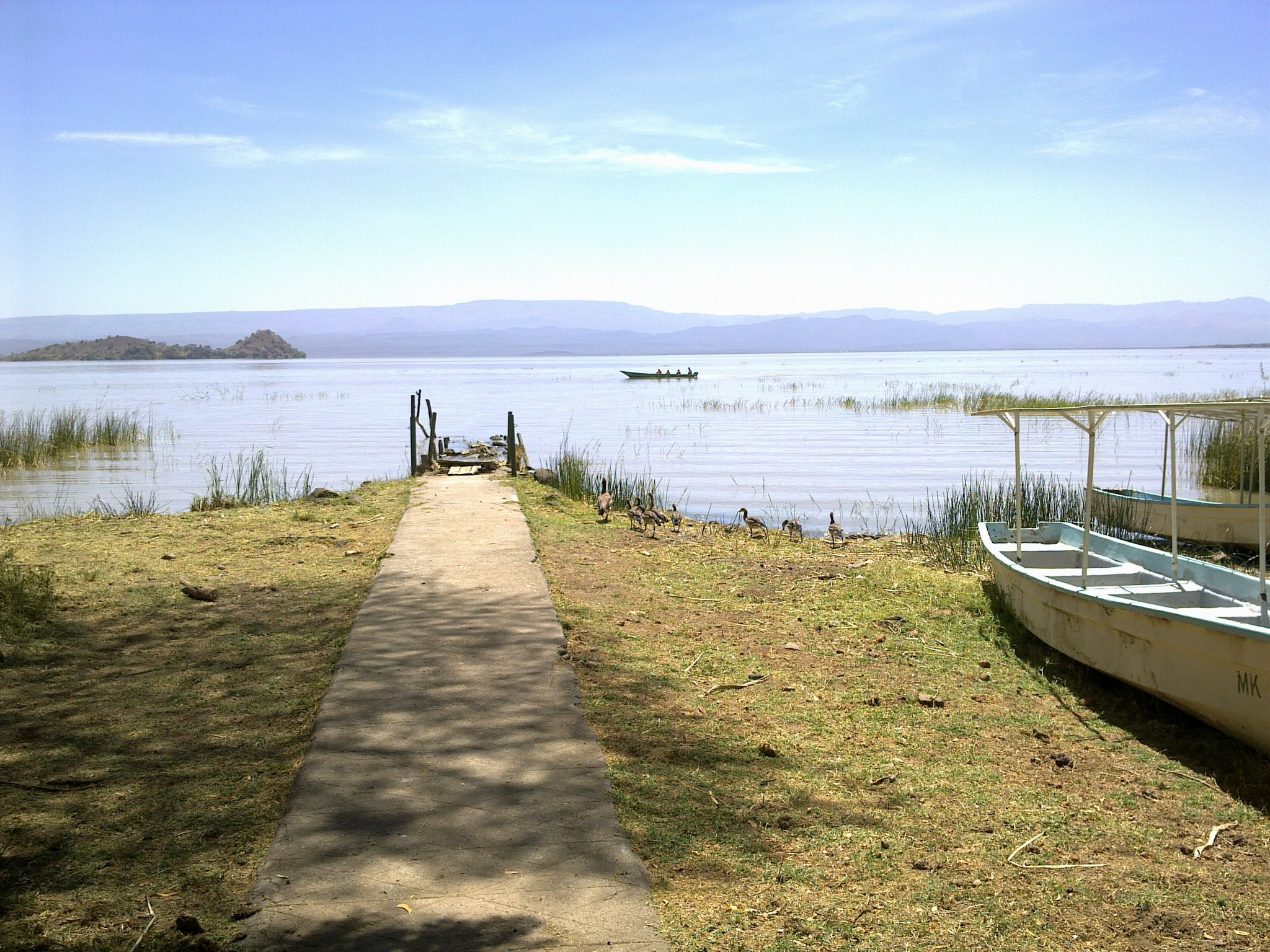
Lago Baringo

1. Lago Bogoria y baños termales de Kapedo.
2. Lago Baringo
3. Lago Kamnarok
4. Museo Nacional de Kabarnet y Museo Comunitario de Kipsaraman .